# Volby do České národní rady 1981
Volby do České národní rady 1981 proběhly 5. a 6. června 1981.

## Výsledky
|                        |                        |                                     |                                    |           |       |         |         |
| Strana                 | Strana                 | Strana                              | Strana                             | Hlasy     | Hlasy | Mandáty | Mandáty |
| Strana                 | Strana                 | Strana                              | Strana                             | Počet     | %     | Počet   | ±       |
|                        | Národní fronta ČSR     |                                     | Komunistická strana Československa |           | 99,96 | 138     | +27     |
|                        | Národní fronta ČSR     | Československá strana socialistická | 14                                 | ±0        | 99,96 |         |         |
|                        | Národní fronta ČSR     | Československá strana lidová        | 14                                 | +2        | 99,96 |         |         |
|                        | Národní fronta ČSR     | bezpartijní poslanci                | 34                                 | –29       | 99,96 |         |         |
| Neplatné hlasy         | Neplatné hlasy         | Neplatné hlasy                      | Neplatné hlasy                     |           | 0,04  | –       | –       |
| Celkem                 | Celkem                 | Celkem                              | Celkem                             | 7 327 157 | 100   | 200     | –       |
| Voliči v seznamu/účast | Voliči v seznamu/účast | Voliči v seznamu/účast              | Voliči v seznamu/účast             | 7 372 132 | 99,39 | –       | –       |
| Zdroj:                 |                        |                                     |                                    |           |       |         |         |

Z 200 členů (poslanců) ČNR bylo:
- 28 % žen
- 72 % mužů

podle profese:
- 35,5 % dělníků
- 17 % inženýrsko-technických a hospodářských pracovníků
- 9,5 % družstevních rolníků
- a jiní

podle roků:
- 18 % do 35 let